# Зинцар
Зинца́р (осет. Зынцъар) — село в Алагирском районе Республики Северная Осетия-Алания. Входит в состав Унальского сельского поселения. 

## Географическое положение
Селение расположено у подножья Скалистого хребта, на правом берегу реки Ардон, у впадения в него реки Дувадоныстау. Находится в 3,5 км к северу от центра сельского поселения Нижний Унал, в 20 км к югу от районного центра Алагир и в 56 км к юго-западу от Владикавказа. 

## Население
| 2002 | 2010 | 2021 |
| ---- | ---- | ---- |
| 96   | ↗99  | ↗164 |